# Floyd Lounsbury
Floyd Glenn Lounsbury (* 25. April 1914 in Stevens Point, Wisconsin; † 14. Mai 1998 in Connecticut) war ein US-amerikanischer Linguist, Maya-Forscher und Anthropologe.
Lounsbury war im Zweiten Weltkrieg Meteorologe bei der Air Force. Er studierte an der University of Wisconsin mit dem Bachelor-Abschluss 1941 in Mathematik und dem Master-Abschluss in Anthropologie 1946 und wurde 1949 an der Yale University in Anthropologie promoviert. In Yale lehrte er auch von 1947 bis zu seiner Emeritierung 1979. Er wohnte zuletzt in East Haven (Connecticut) und starb in einem Hospiz.
Als Linguist befasste er sich zunächst 1939 mit der Sprache der Oneida-Irokesen, wobei er ein Projekt seines Lehrers Morris Swadesh weiterführte, der ihn zur Linguistik und Indianistik geführt hatte. Das war der Beginn seiner Beschäftigung mit einer Vielzahl von Sprachen und Kulturen nord- und südamerikanischer Indianer. Er klärte die historischen Verwandtschaften der Cherokee Sprache mit anderen Irokesen-Sprachen und schrieb eine Monographie über Ortsnamen der Irokesen im Champlain-Tal. Er war auch ein Pionier darin, aus sprachlichen Elementen auf die sozialen und kulturellen Verhältnisse der Indianer zu schließen. 1971 zeichnete er in Ontario den Schöpfungsmythos der Oneida Indianer auf, veröffentlicht als Buch postum von seinem Schüler Bryan Gick.
Er war zu seiner Zeit einer der führenden Experten für Maya-Hieroglyphen. Lounsbury war einer der Initiatoren der Konferenzen, auf denen Maya-Experten sich über die Entzifferung austauschten und so das Projekt entscheidend beschleunigten. Mit Linda Schele und Peter Mathews gelang ihm 1973 die Aufstellung der sich über 200 Jahre erstreckenden Genealogie der Königsfamilie von Palenque, was sie auf dem ersten Palenque Round Table präsentierten. Er publizierte über den Kreuztempel in Palenque und Maya-Mythen und die Astronomie und Mathematik der Maya. Beim Studium des Dresden Codex fand er, dass die Thompson-Korrelation für die zeitliche Relation des Maya-Kalenders mit dem Julianischen Kalender besser ist als die damals übliche Korrelation.  Er unterstützte auch früh den phonetischen Zugang zur Entzifferung der Maya-Hieroglyphen von Juri Walentinowitsch Knorosow (im Gegensatz zum Briten Eric Thompson). Letztlich führte dieser Weg zur Entzifferung der Maya-Hieroglyphen.
Er war Mitglied der American Academy of Arts and Sciences (1976), der American Philosophical Society und der National Academy of Sciences (1969). 1987 wurde er Ehrendoktor der University of Pennsylvania. Er erhielt 1983 die Wilbur Cross Medal der Yale University.
Mit seiner Ehefrau Masako Yokoyama hatte er die Tochter Ruth Ozeki, eine kanadische Filmemacherin, Schriftstellerin und Zen-Buddhisten-Priesterin.

## Schriften (Auswahl)
- Phonology of the Oneida Language, MA Thesis, University of Wisconsin, 1946
- Stray Number Systems among Certain Indian Tribes, American Anthropologist XLVIII, 1948
- Oneida Verb Morphology, Yale University Press, 1953
- The Method of Descriptive Morphology, in: E. P. Hamp, M. Joos, F. W. Householder, R. Austerlitz (Hrsg.): Readings in Linguistics, University of Chicago Press, 1953
- A Semantic Analysis of Pawnee Kinship Usage, Language XXXII, 1956
- Iroquois Place-Names in the Champlain Valley, University of the State of New York, Albany, 1960
- Iroquois-Cherokee Linguistic Relations, Bureau of American Ethnology Bulletin CLXXX, 1961
- A Formal Account of the Crow- and Omaha- type Kinship Terminologies, in: W. Goodenough (Hrsg.), Explorations in Cultural Anthropology, McGraw-Hill, 1964
- Another View of the Trobriand Kinship Categories, in: E. Hammel (Hrsg.), Formal Semantic Analysis, American Anthropological Association, 1965
- mit Harold W. Scheffler: A Study in Structural Semantics: The Sirionó Kinship System, Prentice-Hall, 1971
- On the Derivation and Reading of the “Ben-Ich” Affix, in: Mesoamerican Writing Systems, 1973
- Pacal in: M. G. Robertson (Hrsg.), First Palenque Round Table, Pre-Columbian Art Research, 1974
- A Rationale for the Initial Date of the Temple of the Cross at Palenque, in: M. G. Robinson (Hrsg.), The Art, Iconography and Dynastic History of Palenque, Pre-Columbian Art Research Institute, 1976
- mit Linda Schele, P. Mathews: Parentage Expressions in Classic Maya Inscriptions, International Conference on Maya Iconography and Hieroglyphic Writing Guatemala City, 1977
- Maya Numeration, Computation, and Calendrical Astronomy, in: Dictionary of Scientific Biography, Band 15, 1978
- A Solution for the Number 1.5.5.0, in: A. Aveni (Hrsg.), The Sky in Mayan Literature, Oxford U, Press, 1992.
- Some Problems in the Interpretation of the Mythological Portion of the Hieroglyphic Text of the Temple of the Cross at Palenque, in: M. G. Robinson (Hrsg.), Third Palenque Round Table, 1978
- Astronomical Knowledge and Its Uses at Bonampak, Mexico in Archaeoastronomy, in: Anthony F. Aveni (Hrsg.), The New World : American Primitive Astronomy, Cambridge University Press, 1982
- Glyphic Substitutions: Homophonic and Synonymic in Phoneticism, in: J. S. Justeson, L. Campbell (Hrsg.), Mayan Hieroglyphic Writing, Institute for Mesoamerican Studies, State University of New York at Albany, 1984
- The Identities of the Mythological Figures in the Cross Group Inscriptions of Palenque, in: M. G. Robertson, E. P. Benson (Hrsg.), Fourth Palenque Round Table, Pre-Columbian Art Research Institute, 1985
- The Ancient Writing of Middle America in: W. Senner (Hrsg.), The Origins of Writing, University of Nebraska Press, 1989
- A Palenque King and the Planet Jupiter, in: A. F. Aveni (Hrsg.), World Archaeoastronomy, Cambridge University Press, 1989
- Recent Work in the Decipherment of Palenque’s Hieroglyphic Inscriptions, American Anthropologist XCIII, 1991
- A Solution for the Number 1.5.5.0 of the Mayan Venus Table, und A Derivation of the Mayan to Julian Correlation from the Dresden Codex, Venus Chronology, in: A. F. Aveni (Hrsg.), The Sky in Mayan Literature, Oxford University Press, 1992.
- Herausgeber und Übersetzer mit Bryan Gick von Demus Elm, Harvey Antone: The Oneida Creation Story, 2000